# Наративна терапија
Наративна терапија је психотерапеутска интервенција која наглашава и користи клијентове способности да се орално или писмено изрази у терапијске сврхе. Препричавање или писање на тему одређених искустава, аспеката живота, мисли, маштања. Може укључивати и терапију поезијом.